# Вернер фон дер Лайен
Вернер фон дер Лайен (на немски: Werner von der Leyen; † сл. 1409 или между 9 октомври 1410 и 29 декември 1412) е благородник от род фон дер Лайен, фогт на Гондорф на Мозел, байлиф на Майен и Мюнстермайфелд. Споменат е в документи през 1375 г.
Той е син на Конрад фон дер Лайен, господар на Гондорф († 1375) и съпругата му Елза фон Бел († сл. 1375). Внук е на Вернер фон дер Лайен († пр. 1337) и Грете. Правнук е на Вернер фон дер Лайен, господар на Гондорф († сл. 1306) и съпругата му фон Арас († сл. 1272). Праправнук е на Енгелберт фон дер Лайен († сл. 1284) и съпругата му дьо Палацио. Потомък е на Дитрих дьо Гунтреве († 1253) и Лифмудис фон Коберн († сл. 1261).
Родът фон дер Лайен резидира в замък Бург Лайен в Гондорф на Мозел. Те първо са служители или министериали на архиепископа на Трир.

## Фамилия
Вернер фон дер Лайен се жени за София Валподе фон Улмен († сл. 1390/1399), дъщеря на Рихард Валподе фон Улмен, господар на Валтмансхаузен († сл. 1361) и Ида фон Клотен. Те имат децата:
- Йохан фон дер Лайен 'Стари' († пр. 1455), майор на Кобленц, байлиф на Кохем, Улмен и Майен, женен за Кунигунда фон Елтц († сл. 1460); имат два сина и дъщеря
- Куно фон дер Лайен († 1444), шериф на Гондорф, женен за Лиза Боос фон Валдек († сл. 1474); имат син
- София фон дер Лайен († сл. 1438), омъжена за Герхард фон род Шьонборн, господар на Елар, шериф на Менгерскирхен, Лимбург и на Графство Диц († 1461)